# Планетарна диференціація

Шари Землі, диференційованого планетарного тіла

Планетарна диференціація — це процес, за допомогою якого хімічні елементи планетарного тіла накопичуються в різних частинах цього тіла завдяки їхній фізичній або хімічній поведінці (наприклад, щільності та хімічній спорідненості). Процес диференціації планет опосередковується частковим плавленням теплом від розпаду радіоактивного ізотопу та акреції. Планетарна диференціація відбулася на планетах, карликових планетах, астероїді 4 Веста та природних супутниках (таких як Місяць).

## Фізична диференціація

### Гравітаційне розділення
Матеріали з високою щільностю мають тенденцію просідати через легші матеріали. На цю тенденцію впливає відносна структурна міцність, але така міцність знижується при температурах, коли обидва матеріали є пластичними або розплавленими. Залізо, найпоширеніший елемент, який, імовірно, утворює дуже щільну фазу розплавленого металу, має тенденцію збиратися всередину планети. З ним багато сидерофільних елементів (тобто матеріалів, які легко сплавляються із залізом) також рухаються вниз. Однак не всі важкі елементи здійснюють цей перехід, оскільки деякі халькофільні важкі елементи зв'язуються в силікати та оксиди низької щільності, які диференціюються у протилежному напрямку.
Основними структурно диференційованими зонами твердої Землі є дуже щільне металеве ядро, багате залізом, менш щільна мантія, багата силікатами магнію, і відносно тонка, легка кора, що складається переважно з силікатів алюмінію, натрію, кальцію та калію. Ще легшими є водяниста рідка гідросфера та газоподібна, багата азотом атмосфера.
Більш легкі матеріали мають тенденцію підніматися через матеріал з більшою щільністю. Легкий мінерал, такий як плагіоклаз, підніметься. При цьому вони можуть приймати куполоподібні форми, які називаються діапірами. На Землі соляні куполи — це соляні діапіри в земній корі, які піднімаються через навколишні породи. Діапіри розплавлених силікатних порід низької щільності, таких як граніт, поширені у верхній частині земної кори. Гідратований серпентиніт низької щільності, утворений зміною матеріалу мантії в зонах субдукції, також може підніматися на поверхню у вигляді діапірів. Інші матеріали роблять те ж саме: наприклад, низькотемпературні приповерхневі грязьові вулкани.

## Хімічна диференціація
Хоча суцільні матеріали диференціюються назовні або всередину відповідно до їх щільності, елементи, які хімічно зв'язані в них, фракціонуються відповідно до їхньої хімічної спорідненості, бувши «перенесеними» більш поширеними матеріалами, з якими вони пов'язані. Наприклад, хоча рідкісний елемент уран дуже щільний як чистий елемент, він хімічно більш сумісний як мікроелемент у легкій земній корі, багатій на силікати, ніж у щільному металевому ядрі.

## Нагрівання
Коли Сонце спалахнуло в сонячній туманності, водень, гелій та інші летючі речовини випаровувалися в області навколо нього. Сонячний вітер і радіаційний тиск змусили ці матеріали з низькою щільністю віддалятися від Сонця. Гірські породи та елементи, що їх утворюють, були позбавлені своєї ранньої атмосфери, але самі залишилися, щоб накопичуватися в протопланетах.
Протопланети мали вищі концентрації радіоактивних елементів на початку своєї історії, кількість яких з часом зменшилася через радіоактивний розпад. Наприклад, система гафній-вольфрам демонструє розпад двох нестабільних ізотопів і, можливо, формує часову шкалу для акреції. Нагрівання від радіоактивності, ударів та гравітаційного тиску розплавили частини протопланет, коли вони росли до планет. У розплавлених зонах більш щільні матеріали могли опускатися до центру, тоді як легші матеріали піднімалися на поверхню. Композиції деяких метеоритів (ахондритів) показують, що диференціація також відбулася в деяких астероїдах (наприклад, Веста), які є батьківськими тілами для метеороїдів. Ймовірно, головним джерелом тепла був короткоживучий радіоактивний ізотоп 26Al.
Коли протопланети накопичують більше матеріалу, енергія удару викликає локальне нагрівання. Окрім цього тимчасового нагрівання, гравітаційна сила у досить великому тілі створює тиск і температуру, достатню для розплавлення деяких матеріалів. Це дозволяє хімічним реакціям і різницям щільності змішувати та розділяти матеріали, а м'яким матеріалам розповсюджуватись по поверхні. Ще одним зовнішнім джерелом тепла є припливне нагрівання.
На Землі великий шматок розплавленого заліза є достатньо щільнішим за матеріал континентальної кори, щоб пройти через кору до мантії.
У зовнішній частині Сонячної системи може відбуватися подібний процес, але з більш легкими матеріалами: це можуть бути вуглеводні, такі як метан, вода у вигляді рідини чи льоду або замерзлий вуглекислий газ.

### Часткове плавлення і кристалізація
Магма на Землі утворюється шляхом часткового плавлення вихідної породи, зрештою в мантії. Розплав витягує велику частину «несумісних елементів» зі свого джерела, які не є стабільними в основних мінералах. Коли магма піднімається вище певної глибини, розчинені мінерали починають кристалізуватися при певних тисках і температурах. Отримані тверді речовини видаляють різні елементи з розплаву, і розплав, таким чином, збіднюється цими елементами. Дослідження мікроелементів у магматичних породах, таким чином, дає нам інформацію про те, яке джерело на скільки розплавилося щоб утворилася магма, і які мінерали були втрачені з розплаву.

### Термічна дифузія
Коли матеріал нагрівається нерівномірно, легший матеріал мігрує до більш гарячих зон, а важчий — до більш холодних областей, що відомо як термофорез, термоміграція або ефект Соре. Цей процес може впливати на диференціацію в магматичних камерах. Глибше розуміння цього процесу можна отримати з дослідження, проведеного на гавайських лавових озерах. Буріння цих озер призвело до виявлення кристалів, утворених у межах магматичних фронтів. Магма, що містить концентрації цих великих кристалів або фенокристів, продемонструвала диференціацію шляхом хімічного розплавлення кристалів.

## Місячний KREEP
На Місяці було виявлено характерний базальтовий матеріал із високим вмістом «несумісних елементів», таких як калій, рідкісноземельні елементи та фосфор, і його часто називають абревіатурою KREEP. Він також має високий вміст урану та торію. Ці елементи виключені з основних мінералів місячної кори, які викристалізувалися з первісного магматичного океану, і базальт KREEP, можливо, був захоплений як хімічно диференційований матеріал між корою та мантією, та випадковими виверженнями винесений на поверхню.

### Диференціація через зіткнення
Місяць, ймовірно, утворився з матеріалу, викинутого на орбіту внаслідок зіткнення великого тіла з ранньою Землею. Диференціація на Землі, ймовірно, вже відокремила багато легших матеріалів до поверхні, тому удар усунув із Землі непропорційну кількість силікатного матеріалу та залишив більшість щільного металу. Щільність Місяця значно менша, ніж у Землі, через відсутність у нього великого залізного ядра. На Землі фізичні та хімічні процеси диференціації призвели до щільності земної кори приблизно 2700 кг/м3 порівняно з 3400 кг/м3 щільності іншої за складом мантії трохи нижче, а середня щільність планети в цілому становить 5515 кг/м3.

## Механізми формування ядра
При формуванні ядра виконуються кілька механізмів, які керують рухом металів у внутрішній частині планетарного тіла. Перколяція, обвалування, діапіризм і пряме передавання ударів є механізмами, задіяними в цьому процесі. Різниця в щільності металу та силікату викликає перколяцію або рух металу вниз. Обвалування — це процес, під час якого нова гірська формація утворюється всередині розлому попередньо існуючого тіла породи. Наприклад, якщо мінерали холодні та крихкі, транспортування може відбуватися через тріщини з рідиною. Для того, щоб метал успішно проходив крізь в'язкість руйнування навколишнього матеріалу, має бути достатній тиск. Розмір металу, що проникає, і в'язкість навколишнього матеріалу визначає швидкість процесу опускання. Безпосереднє передавання ударів відбувається, коли ударний елемент з подібними пропорціями вдаряється об цільове планетарне тіло. Під час удару відбувається обмін раніше існуючих ядер, що містять металевий матеріал.
Кажуть, що подія диференціації планет, швидше за все, відбулася після процесу акреції астероїда або планетарного тіла. Земні тіла і залізні метеорити складаються зі сплавів Fe-Ni. Ядро Землі в основному складається з Fe-Ni сплавів. Результати досліджень короткоживучих радіонуклідів свідчать про те, що процес утворення ядра відбувався на ранній стадії Сонячної системи. Сідерофільні елементи, такі як сірка, нікель і кобальт, можуть розчинятися в розплавленому залізі; ці елементи допомагають диференціювати сплави заліза.
Перші етапи акреції створили основу для формування ядра. Спочатку планетарні тіла земної групи виходять на орбіту сусідньої планети. Далі відбулося б зіткнення, і земне тіло могло б рости або зменшуватися. Однак у більшості випадків аккреція потребує кількох зіткнень об'єктів подібного розміру, щоб мати істотну різницю у зростанні планети.